# Siga saturniana
Siga saturniana là một loài bướm đêm trong họ Crambidae.